# Federico Torrico
Federico Torrico Mendiburu (Arequipa, 5 de septiembre de 1829 - Lima, 1879), fue un periodista y pintor peruano, reconocido por su labor como crítico de arte y periodista.

## Biografía
Hermano de Rufino Torrico, e hijo del Presidente Juan Crisóstomo Torrico y María Manuela de Mendiburu.
Entre artistas como Luis Montero (1826-1869) y Francisco Laso (1828-1869), Torrico perteneció a la generación de pintores republicanos, cuya ambición académica los orientó hacia géneros de mayor jerarquía; como la pintura de tema histórico o bíblico. Pero su labor destacó como crítico de arte y periodista, escribiendo en su periódico La Patria y en La Revista de Lima.
Además de haber sido un temprano valorizador de las obras de Laso, Montero y Merino, en 1860, fue director de la Escuela de Artes y Oficios de la Municipalidad (actual, Instituto José Pardo), quien junto a Leonardo Barbieri, suplió la falta de educación artística formal.